# 浅田春奈
浅田 春奈（あさだ はるな、1996年5月24日 - ）は、NHKのアナウンサー。身長は162cm。

## 人物
福岡県生まれ、神奈川県出身。小学校時代は秋田県と福島県に在住。
日本女子大学附属高等学校、日本女子大学文学部日本文学科卒業後、2019年にNHKに入局。初任地は秋田放送局。2021年7月に名古屋放送局、2024年4月に東京アナウンス室へ異動。
2024年4月から『NHKニュースおはよう日本』（リポーター・平日）及び『英雄たちの選択』担当となることが同年2月14日に発表された。

## 嗜好・挿話
- 好きな食べ物はお寿司、ラーメン、うどん[8]。

## 出演番組

### 秋田放送局時代（2019年度 - 2021年6月）
- 秋田県のニュース・中継など[9]
- ニュースこまち（代理キャスター）（2020年8月11日 - 14日）[10]
- うまいッ!「パリパリ!スモーキーいぶりがっこ～秋田 湯沢市～」（2021年1月18日） - 地元応援団

- 放課後ラジオ よりみちこまち（NHK秋田放送局ラジオ第一放送、毎月最終金曜　午後5時05分 -  午後6時00分）[11]

### 名古屋放送局時代（2021年7月 - 2023年度）
- おはよう東海（キャスター、2021年7月 - 2024年3月15日）（隔週担当[12]）
- 東海3県・東海北陸のニュース
- 愛知県の中継・リポート
- あさイチ（中継リポート：2022年4月11日 - 12日）
- 最後の○○～日本のレッドデータ～『草彅剛が迫る最後の技術 第3弾』（BSプレミアム、2022年4月15日） - 進行
- NHKニュースおはよう日本
  - 西阪太志（土曜・日曜・祝日担当）のスポーツキャスター代理（2022年9月10日 - 11日）
- 令和4年度NHK新人お笑い大賞（2022年10月30日） - 司会（フットボールアワーとともに）
- うまいッ!「クセのある味がクセになる ぎんなん～愛知 稲沢市～」（2022年11月7日） - 地元応援団
- FIFAワールドカップ2022 - スタジオ進行
  - グループD「フランス」対「デンマーク」（2022年11月27日） 稲垣秀人とともに
  - グループH「韓国」対「ガーナ」（2022年11月28日） 金城均とともに
- 家康の甲冑（かっちゅう）～知られざる素顔に迫る～（BSプレミアム、2022年12月28日） - 司会
- 新春生放送!東西笑いの殿堂2023（2023年1月3日） - 進行
- ラグビーワールドカップ2023（総合・NHKプラス）
  - ウィークリーハイライト（2023年9月23日） - スタジオ進行（竹林宏アナウンサーとともに、解説：廣瀬俊朗）
- サンデースポーツ（2023年10月1日） - 中川安奈がラグビーワールドカップ2023フランス大会現地取材によるキャスター代理（当日中川はフランスから生出演）
- 令和6年能登半島地震の災害報道対応による富山放送局への応援派遣
  - 富山県のニュース（2024年1月22日）[注釈 1]
- Uta-Tube（2021年9月20日[13] - 2024年3月9日[14]）

- 第104回全国高等学校野球選手権大会中継（2022年8月、総合・Eテレ／R1） - アルプススタンドリポート[注釈 2]

### 東京アナウンス室時代（2024年度 - ）
- NHKニュースおはよう日本（2024年4月5日[7] - 2025年3月28日） - リポーター
- 英雄たちの選択（BS・BSプレミアム4K、2024年4月1日[7] - ） - 司会
- 名古屋放送局に応援派遣
  - ニュース845 (NHK名古屋)（2024年4月12日）
  - ニュース・気象情報（東海・北陸）（2024年4月13日）
- インタビュー ここから（2024年7月15日） - インタビュアー
- サタデーウオッチ9（スポーツキャスター：2025年4月5日 - ）[15]
- 首都圏ニュース845（2025年7月24日）

- アニソンプレミアムRADIO（2024年10月26日 - ） - MC